# バラク・オバマの宗教陰謀論

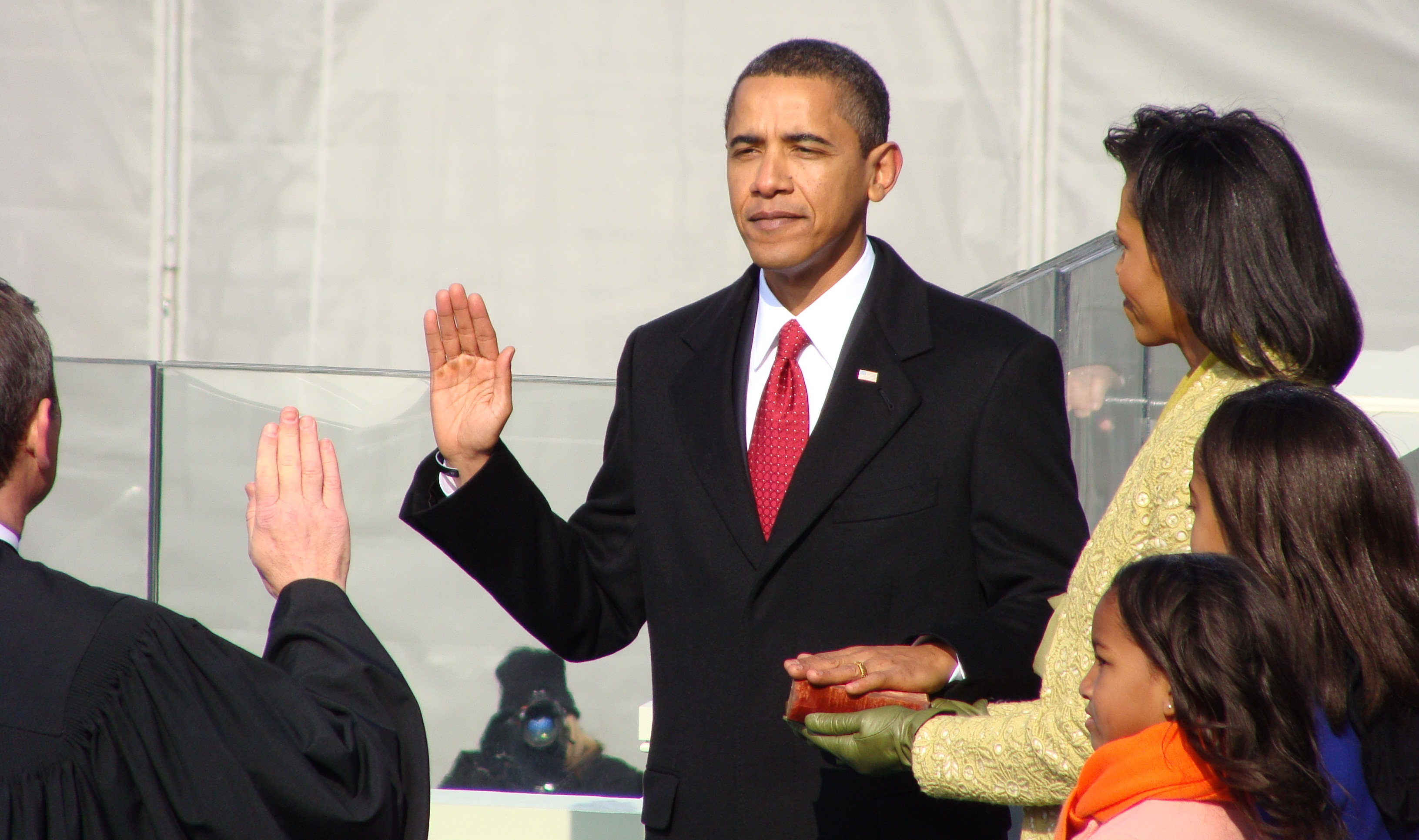
リンカーン聖書を使ってアメリカ合衆国大統領就任宣誓を行うバラク・オバマ

バラク・オバマの宗教陰謀論（バラク・オバマのしゅうきょういんぼうろん）は、アメリカ合衆国第44代大統領を務めたバラク・オバマが信仰する宗教に関する陰謀論である。
バラク・オバマが密かにイスラム教を信仰している、あるいはキリスト教終末論における反キリストであるという疑惑は、オバマが2004年に上院議員選挙に立候補したときからあったが、2008年に大統領に選出された後に広まった。市民権取得をめぐる陰謀論と同様に、様々な非主流派の論客や政敵がこの主張を支持しており、特にブロガーや保守系トークラジオ番組の司会者がこの説を推進している。
このような主張は、オバマの大統領任期中も継続し、さらには拡大していった。ピュー研究所によると、2012年の世論調査では、アメリカ人の17%（共和党支持者の3分の1を含む）がオバマをイスラム教徒であると考えていた。
オバマはプロテスタントの信者である。オバマは20代のときに黒人教会に通っていた。1992年からは改革派の教派であるトリニティ・ユナイテッド教会に所属していたが、ジェレマイア・ライトをめぐる論争をきっかけに2008年に脱退した。それ以降は、バプテスト、メソジスト、米国聖公会など、様々なプロテスタントの教会に通っている。

## 背景
アメリカ合衆国の政治文化においては、ネイティヴィズム（排外主義）と、多くの市民が持つ移民としてのアイデンティティがしばしば対立してきた。アメリカ合衆国憲法（第2条第1節第5項）には、大統領の被選挙権保有者は「出生による市民権保持者」(natural born Citizen)でなければならないという規定がある。
しかし、「出生による市民権保持者」の明確な定義がないため、大統領やその候補者に対して、アメリカ国籍のほかに他国の市民権を持っていることや、民族や宗教の側面から、憲法で規定される大統領となる資格がないと主張することが、過去に何度もあった。反ユダヤ主義のパンフレット作成者であるロバート・エドワード・エドモンドソンは、フランクリン・D・ルーズベルト大統領の宗教や遺産に関する陰謀論を支持して、1939年に"Roosevelt's Jewish Ancestry—"He Is Not One Of Us!"”（ルーズベルトのユダヤ人の祖先――彼は我々の仲間ではない!）を出版し、アメリカ白銀軍団の幹部ロイ・ザカリーは、ルーズベルトを16世紀のスペインの隠れユダヤ教徒に結びつける演説を行った。ナチス・ドイツの風刺画でも、ルーズベルトはユダヤ人として描かれていた。21世紀に入ってからは、バラク・オバマをイスラム教と結びつけて同様のアプローチが展開された。

## オバマが密かにイスラム教を信仰しているという主張
『ロサンゼルス・タイムズ』紙によると、「オバマは実はイスラム教徒だ」というデマは、2004年の上院議員選挙のときに始まり、2006年までにチェーンメールで拡散された。このデマは、2000年の大統領選挙におけるジョン・マケイン候補に隠し子がいるというデマと比較されている。このデマは、マイケル・サヴェジなどの保守系トークショー司会者によってさらに広められた。
2007年12月、ヒラリー・クリントン陣営は、オバマがイスラム教徒であるというデマが書かれたチェーンメールを繰り返し転送していたボランティアの選挙スタッフに辞任を求めた。2008年6月、ニューヨーク市長でユダヤ系のマイケル・ブルームバーグは、フロリダ州のユダヤ系の有権者に対して、「オバマは隠れイスラム教徒であり、イスラエルを支持していない」というチェーンメールに反論した。ブルームバーグは、「誰に投票するかにかかわらず、選挙期間中、全ての皆さんが私と共に、この恐怖による世論操作(fear mongering)に反対するよう強く訴えてくださることを願っています」と述べた。
2015年、元イラク国民議会議員で過激な陰謀論を唱えることで知られるタハ・アル＝ラヒビは、オバマ大統領が「シーア派のケニア人の息子」であると主張した。この主張に根拠はなく、イラク人の間でも広く支持されることはなく、アル＝ラヒビは嘲笑を浴びた。
オバマは、1988年にトリニティ・ユナイテッド教会に入会したが、2008年にジェレマイア・ライトをめぐる論争をきっかけに脱退した。それ以降はどの教会にも正式には所属せず、キャンプ・デービッドで南部バプテスト派の牧師の元で礼拝を行うなど、様々なプロテスタントの教会に通っている。
本人や周囲の人の話によると、オバマはキリスト教を信仰しており、主に母親とキリスト教徒の母方の祖父母により育てられた。オバマの自伝によれば、父バラク・オバマ・シニアは、乳児の頃に一緒に暮らしていただけであり、またイスラム教徒の元で育てられたが彼自身はほとんど無神論者であったという。また、幼少期に一緒に暮らしていた継父のロウロ・ストロも、イスラム教徒であったが名目上のものだった。しかし、このように近親者にイスラム教徒がいたことが、オバマが密かにイスラム教を信仰しているという主張の根拠となっている。

### クルアーンに関する主張
大統領選挙期間中、オバマは2005年に上院議員として宣誓する際、聖書ではなくクルアーンを用いていたというチェーンメールが出回った。これは誤りであり、オバマは自身が所有する聖書を用いて宣誓を行っていた。この主張は、2007年にミネソタ州選出のキース・エリソン下院議員が、トーマス・ジェファーソンが所有していたクルアーンを使って宣誓したことに端を発しているものと見られる。

### マドラサに関する主張
「オバマがインドネシアのマドラサ（イスラム教の神学校）で少なくとも4年間過ごした」というデマが、当時統一教会が支配していた国際的報道機関であるニューズ・ワールド・コミュニケーションズが発行していた雑誌『インサイト・オン・ザ・ニュース』の記事に掲載された。同誌は、この事件後すぐに休刊となった。同誌の編集者のジェフ・クナーは、クリントン陣営の関係者から、「対抗馬のバラク・オバマ上院議員が、6歳のときにインドネシアのイスラム宗教学校で短期間過ごした事実を隠蔽しているということを告発する準備している」と聞いたと主張した。クリントン上院議員はこの疑惑を否定した。『ニューヨーク・タイムズ』紙の取材を受けたクナーは、情報源とされる人物の名前を明かさなかった。
オバマは、幼少期の1967年から1971年までの4年間、インドネシアに在住していたが、その間に2つの学校に通っていた。小学校1年生から3年生のある時期までの2年半強、ローマ・カトリックのセント・フランシス・アシジ・スクールに通っていた。同校では授業の最初と最後にキリスト教の祈りが行われる。継父が宗教を公言していたため、オバマはイスラム教徒として登録されていた。3年生のある時点で、オバマはメンテング第1公立小学校に転校し、1年弱在籍した。この学校は世俗的な公立学校である。『シカゴ・トリビューン』紙は、この学校について「教師がミニスカートを履き、全ての生徒にクリスマスを祝うことが奨励されるような先進的な学校」と評した。
『インサイト』誌の記事が掲載された直後、CNNのジョン・ヴォース記者がメンテング第1公立小学校を取材し、生徒は週に2時間、自分の信仰する宗教の授業を受けていると報じた。同校の副校長のハーディ・プリヨノはヴォースに対し「ここは公立の学校です。我々は宗教を重視していません。日常生活では、我々は宗教を尊重するようにしていますが、優遇はしていません」と語った。AP通信のネドラ・ピックラーのインタビューによると、オバマが転校する以前から、同校ではあらゆる宗教の生徒を受け入れていた。同校の副校長のアクマド・ソリチンは、ピクラーに対し、「疑惑は全く根拠のないものです。確かに、当校の生徒のほとんどはイスラム教徒ですが、キリスト教徒もいます。ここでは誰でも歓迎します」と語った。

### ミドルネームが「モハメド」であるという主張
あるチェーンメールでは、オバマのミドルネームが「モハメド」(MohammedまたはMuhammed)であると誤って伝えられていた。実際のミドルネームは、父親から受け継いだ「フセイン」(Hussein)である。

### 世論調査
2008年から実施された世論調査では、多くのアメリカ人が「オバマはイスラム教徒である」と信じていることが明らかになった。2008年3月にピュー研究所が行った調査では、回答者の10%がその噂を信じていることがわかった。オバマがイスラム教徒であると信じる傾向が強いのは、政治的に保守的な人（共和党と民主党の両方の支持者において）、大学に通っていない人、中西部や南部に住んでいる人、農村部に住んでいる人などだった。
ジョージア大学が行った調査によると、2008年9月から11月までの3か月間、メディアやオバマ陣営がこの誤解を正そうと何度も試みたにもかかわらず、オバマがイスラム教徒であると信じるアメリカ人の割合は約20%で一定していた。しかも、最初はオバマはキリスト教徒だと思っていた人が、後になって「オバマはイスラム教徒だ」という噂を信じるようになったこともわかった。この調査では、噂を信じるようになった人は、一般的に若く、政治的関与が少なく、教育水準が低く、保守的で、聖書根本主義の傾向が強いことがわかった。調査を行ったバリー・ホランダー教授は、「これらの人々は、一般的に主流メディアに不信感を抱いているグループである。そのため、ジャーナリストが彼らに『これは真実ではない』と伝えることは、実際には逆効果となり、彼らがより噂を信じることになるだろう」と述べた。
2010年8月のピュー研究所の世論調査によれば、アメリカ人全体の18%、共和党支持者の30%が、オバマがイスラム教徒であると信じていた。
2012年のピュー研究所の調査によると、一部のグループでこの噂を信じる人が増加していることがわかった。具体的には、アメリカ人の7人に1人以上（保守的な共和党支持者の3分の1を含む）が、この噂を信じていた。ムスリム広報委員会のハリス・タリンは、この調査について「アメリカでは恐怖による世論操作が行われていることを示している」と述べた。
2016年のパブリック・ポリシー・ポーリングの調査によると、ドナルド・トランプの支持者の65%がオバマはイスラム教徒であると考えており、キリスト教徒であると考えている人は13%しかいなかった。

## オバマの反応
私は自分の意志でキリスト教徒になりました。私の家族は、率直に言って、毎週教会に行くような人たちではありませんでした。私の母は、私が知っている中で最も信心深い人の一人でしたが、私を教会には連れて行きませんでした。私がキリスト教の信仰を持つようになったのはその後のことですが、それは、兄弟姉妹を守る人であること、他人が自分に接するように自分も他人に接することというイエス・キリストの教えが、私がどのような人生を送りたいかという点で、私の心に訴えてきたからです。また、イエス・キリストが私の罪のために死んでくださったことを理解することは、全ての人間が持つべき謙虚さを表すものであると思います。私たちは罪深く、欠陥があり、間違いを犯しますが、神の恵みによって救いを得ることができます。しかし、私たちにできることは、欠陥のある私たちであっても、他の人の中に神を見出し、その人が自分の恵みを見つけることができるように最善を尽くすことです。それが、私が努力していることです。それが、私が日々祈っていることです。私の公務は、キリスト教の信仰を表現するための努力の一環だと思っています。—2010年9月27日 バラク・オバマ
オバマは、自身の宗教に関する質問に公の場で何度か答えている。2008年1月15日にネバダ州ラスベガスで行われた民主党大統領候補者の討論会で、司会のブライアン・ウィリアムズは、「オバマが自分がイスラム教徒であることを隠そうとしている」という噂について質問した。オバマは、「事実は『私はキリスト教徒である』ということです。私は聖書を持って［上院議員の］職務宣誓をしました。インターネット時代には、嘘が蔓延してしまうものです。私はこのような嘘の被害に遭っています。」と答えた。
2009年6月4日、オバマはカイロ大学で『新たな始まり』(A New Beginning)という演説を行った。演説の様子はC-SPANが録画した。イスラム教徒が大半の聴衆を前にした演説において、オバマは「私はキリスト教徒です」と宣言した。
2010年8月29日に行われたNBCのジャーナリスト、ブライアン・ウィリアムズとのインタビューで、ウィリアムズは、オバマがキリスト教徒でありアメリカ生まれであるということをアメリカ国民の20%が信じていないという世論調査の結果についてオバマに尋ねた。オバマは、2008年1月の討論会と同様の回答をした。2011年のナショナル・プレイヤー・ブレックファストで、オバマは「私のキリスト教信仰は、この数年間、私を支える力となっていました。ミシェルと私が時折、私たちの信仰に疑問を投げかけられるのを聞くと、なおさらのことです」と述べた。
オバマ自身による対応に加えて、2008年のオバマの大統領選挙戦では、オバマに関する様々な虚偽の主張に反論する"FightTheSmears.com"というWebサイトが立ち上げられた。このサイトで反論された虚偽の主張の中には、オバマがキリスト教徒ではなくイスラム教徒であるというものもあった。
2010年10月、ホワイトハウスは、オバマのインド訪問中に予定されていた黄金寺院への立ち寄りを中止することを発表した。この決定は、シク教徒のコミュニティから失望をもって受け止められた。この中止の決定は、2008年の選挙戦で、2006年のケニア訪問の際にオバマがケニアの民族衣装を着たときの写真が、オバマの宗教に対する疑念を強調する目的で出回ったことを受けたものと推測されている。

## オバマが反キリストであるという主張
2008年の大統領選挙期間中、オバマが聖書に登場する反キリストであると非難する、次のようなチェーンメールも出回っていた。
黙示録によると、反キリストは、40代のムスリムの血筋の者で、説得力のある言葉で諸国を欺き、キリストのような巨大な魅力を持つ。.... 予言では、人々は彼に群がり、彼は偽りの希望と世界平和を約束し、彼が権力を握ると全てを破壊するとあるが、これはオバマのことではないだろうか?
ポリティファクトは、この誤った主張に含まれる要素を分析し、それぞれについて否定した。まず、ヨハネの黙示録には「反キリスト」という言葉は出て来ず（登場するのはヨハネの手紙一とヨハネの手紙二である）、その代わりに出て来るのは「獣」である。また、ヨハネの黙示録には「獣」の年齢は書かれておらず、またイスラム教という宗教が成立したのはヨハネの黙示録が書かれてから数百年後のことであるため、「ムスリムの血筋」という表現も出て来ない。